# Begovo Brdo Žumberačko
Begovo Brdo Žumberačko – wieś w Chorwacji, w żupanii zagrzebskiej, w gminie Krašić. W 2011 roku liczyła 13 mieszkańców.